# Amanvillers
Amanvillers là một xã trong vùng Grand Est, thuộc tỉnh Moselle, quận Metz-Campagne, tổng Marange-Silvange. Tọa độ địa lý của xã là 49° 10' vĩ độ bắc, 06° 02' kinh độ đông. Amanvillers nằm trên độ cao trung bình là 325 mét trên mực nước biển, có điểm thấp nhất là 245 mét và điểm cao nhất là 362 mét. Xã có diện tích 9,76 km², dân số vào thời điểm 2006 là 2306 người; mật độ dân số là 236,3 người/km².

## Thông tin nhân khẩu
| 1962 | 1968  | 1975  | 1982  | 1990  | 1999  |
| ---- | ----- | ----- | ----- | ----- | ----- |
| 846  | 1.043 | 1.235 | 1.456 | 1.784 | 1.934 |